# Bekardowate
Bekardowate (Tityridae) – rodzina ptaków z rzędu wróblowych (Passeriformes), podrzędu tyrankowców (Tyranni). Zasiedlają Amerykę Południową i Północną. Są to małej lub średniej wielkości ptaki, większość ma stosunkowo krótki ogon i duże głowy.

## Systematyka
W tradycyjnym podziale rodzaj Laniocera umieszczany był w rodzinie tyrankowatych, rodzaje Iodopleura, Laniisoma, Tityra, Pachyramphus i Xenopsaris w rodzinie bławatników, a rodzaj Schiffornis w rodzinie gorzyków. Trzy rodzaje: Tityra, Pachyramphus oraz Xenopsaris zostały później włączone do rodziny tyrankowatych, na podstawie budowy czaszki i narządu głosowego ptaków, umieszczonego na tchawicy. Niektórzy autorzy proponują zaliczyć ostrodzioba do tej rodziny, ale zgodnie z zaleceniami SACC (South American Classification Committee) bywa wydzielany on do osobnej rodziny ostrodziobów (Oxyruncidae).
Utworzenie rodziny bekardów zostało po raz pierwszy zaproponowane w roku 1989 na podstawie budowy ww. narządu oraz szkieletu. Istnienie rodziny potwierdziły późniejsze badania mtDNA i NDNA. Dowody wskazywałyby na istnienie dwóch kladów: pierwszego złożonego z rodzajów Schiffornis, Laniocera i Laniisoma, i drugiego z rodzajami Iodopleura, Tityra, Xenopsaris i Pachyramphus.

## Podział systematyczny
Do rodziny należą następujące podrodziny:
- Tityrinae G.R. Gray, 1840 – bekardy
- Ptilochlorinae P.L. Sclater, 1888 – łuskowiki